# 亨利山
67°43′S 50°17′E / 67.717°S 50.283°E
亨利山是南極洲的山峰，位於恩德比地，屬於斯科特山脈的一部分，海拔高度1,500米，該山峰在1956年由澳大利亞探險隊發現，以船隻命名。